# ХТЗ (хокейний клуб)
ХТЗ Харків — українська хокейна команда з м. Харкова.

## Історія
Колишні назви:
- 1958-1959: «Авангард» Харків
- 1959-1961: ХТЗ Харків
- 1962: «Торпедо» Харків

Хокейна команда харківського тракторного заводу вперше з'явилася на республіканській арені у 1958 році, взявши участь в першості УРСР. У дебютному сезоні команда, що грала під прапором добровільного спортивного товариства «Авангард», одразу стала чемпіоном УРСР.
Того ж року хокеїсти «Авангарду» взяли участь в розіграші першості СРСР у Класі "Б"  (другий дивізіон радянської класифікації). В Зоні союзних республік команда посіла 3 місце (пропустивши поперед себе збірну Естонської РСР та мінське «Червоне Знам'я»).
У 1959 році ХТЗ вдруге змагався в чемпіонаті Української РСР, проте цього разу задовольнився "сріблом", віддавши першість київському «Динамо». Після цього сезону команда деякий час виступала під назвою «Торпедо», проте успіхів не досягла, а пізніше зовсім зникла з великої хокейної арени.

## Титули та досягнення
- Внутрішні
  - Чемпіонат УРСР 
    -  Чемпіон (1): 1958
    -  Срібний призер (1): 1959.

- Міжнародні
  - Чемпіонат СРСР, Клас «Б» (5 зона)
    -  Бронзовий призер (1): 1958.

## Колишні гравці та тренери
Воротарі: Блудов, Леонід Гуровий, В. Раков.

Захисники: Леонід Герасименко, Аркадій Панов.

Нападники: Олександр Баранніков, Юрій Блошенко, Б. Грінченко, Ю. Дем'янов, Олексій Жемерикін, Микола Задорожнюк, Микола Козленков, В. Мінаєв, М. Олейников, В. Пукай, А. Расстольний.

Тренери: Дмитро Васильєв, Аркадій Рабинович.